# Unione Sportiva Pistoiese 1981-1982
Questa pagina raccoglie le informazioni riguardanti l'Unione Sportiva Pistoiese nelle competizioni ufficiali della stagione 1981-1982.

## Rosa
| N. |                   | Ruolo | Calciatore         |
| -- | ----------------- | ----- | ------------------ |
|    | Italia (bandiera) | D     | Fabrizio Berni     |
|    | Italia (bandiera) | D     | Sergio Borgo       |
|    | Italia (bandiera) | C     | Luciano Bruni      |
|    | Italia (bandiera) | A     | Antonio Capone     |
|    | Italia (bandiera) | P     | Renato Carraro     |
|    | Italia (bandiera) | D     | Francesco D’Arrigo |
|    | Italia (bandiera) | D     | Daniele Davin      |
|    | Italia (bandiera) | C     | Stefano Di Lucia   |
|    | Italia (bandiera) | A     | Claudio Desolati   |
|    | Italia (bandiera) | A     | Giuseppe Fagni     |
|    | Italia (bandiera) | D     | Pietro Ghedin      |

| N. |                   | Ruolo | Calciatore        |
| -- | ----------------- | ----- | ----------------- |
|    | Italia (bandiera) | P     | Poerio Mascella   |
|    | Italia (bandiera) | D     | Marco Masi        |
|    | Italia (bandiera) | C     | Andrea Pinelli    |
|    | Italia (bandiera) | C     | Rinaldo Piraccini |
|    | Italia (bandiera) | A     | Giovanni Re       |
|    | Italia (bandiera) | D     | Renato Roffi      |
|    | Italia (bandiera) | A     | Giorgio Rognoni   |
|    | Italia (bandiera) | C     | Marco Torresani   |
|    | Italia (bandiera) | D     | Maurizio Vaggelli |
|    | Italia (bandiera) | P     | Valerio Giuliano  |

## Risultati

### Campionato

#### Girone di andata
| 11 ottobre 1981 1ª giornata | Rimini | 1 – 1 | Pistoiese |  |

| 20 settembre 1981 2ª giornata | Pistoiese | 1 – 0 | Sambenedettese |  |

| 27 settembre 1981 3ª giornata | Foggia | 2 – 1 | Pistoiese |  |

| 4 ottobre 1981 4ª giornata | Pistoiese | 1 – 0 | Brescia |  |

| 11 novembre 1990 5ª giornata | Perugia | 2 – 0 | Pistoiese |  |

| 18 ottobre 1981 6ª giornata | Bari | 0 – 1 | Pistoiese |  |

| 25 ottobre 1981 7ª giornata | Pistoiese | 1 – 0 | Pescara |  |

| 1º novembre 1981 8ª giornata | Reggiana | 4 – 0 | Pistoiese |  |

| 8 novembre 1981 9ª giornata | Pistoiese | 0 – 1 | Lazio |  |

| 15 novembre 1981 10ª giornata | SPAL | 0 – 0 | Pistoiese |  |

| 22 novembre 1981 11ª giornata | Pistoiese | 3 – 1 | Palermo |  |

| 29 novembre 1981 12ª giornata | Lecce | 3 – 0 | Pistoiese |  |

| 24 novembre 1946 13ª giornata | Pistoiese | 1 – 1 | Catania |  |

| 13 dicembre 1981 14ª giornata | Pistoiese | 4 – 2 | Verona |  |

| 20 dicembre 1981 15ª giornata | Cremonese | 1 – 1 | Pistoiese |  |

| 3 gennaio 1982 16ª giornata | Sampdoria | 1 – 0 | Pistoiese |  |

| 10 gennaio 1982 17ª giornata | Pistoiese | 2 – 1 | Cavese |  |

| 17 gennaio 1982 18ª giornata | Pisa | 3 – 1 | Pistoiese |  |

| 24 gennaio 1982 19ª giornata | Pistoiese | 1 – 1 | Varese |  |

#### Girone di ritorno
| 7 febbraio 1982 20ª giornata | Pistoiese | 2 – 1 | Rimini |  |

| 14 febbraio 1982 21ª giornata | Sambenedettese | 1 – 0 | Pistoiese |  |

| 21 febbraio 1982 22ª giornata | Pistoiese | 0 – 0 | Foggia |  |

| 28 febbraio 1982 23ª giornata | Brescia | 1 – 0 | Pistoiese |  |

| 7 marzo 1982 24ª giornata | Pistoiese | 0 – 0 | Perugia |  |

| 14 marzo 1982 25ª giornata | Pistoiese | 1 – 1 | Bari |  |

| 21 marzo 1982 26ª giornata | Pescara | 1 – 1 | Pistoiese |  |

| 28 marzo 1982 27ª giornata | Pistoiese | 2 – 0 | Reggiana |  |

| 4 aprile 1982 28ª giornata | Lazio | 0 – 0 | Pistoiese |  |

| 11 aprile 1982 29ª giornata | Pistoiese | 1 – 1 | SPAL |  |

| 18 aprile 1982 30ª giornata | Palermo | 1 – 1 | Pistoiese |  |

| 25 aprile 1982 31ª giornata | Pistoiese | 1 – 1 | Lecce |  |

| 2 maggio 1982 32ª giornata | Catania | 0 – 0 | Pistoiese |  |

| 9 maggio 1982 33ª giornata | Verona | 2 – 1 | Pistoiese |  |

| 16 maggio 1982 34ª giornata | Pistoiese | 0 – 0 | Cremonese |  |

| 23 maggio 1982 35ª giornata | Pistoiese | 0 – 2 | Sampdoria |  |

| 30 maggio 1982 36ª giornata | Cavese | 1 – 1 | Pistoiese |  |

| 6 giugno 1982 37ª giornata | Pistoiese | 0 – 0 | Pisa |  |

| 13 giugno 1982 38ª giornata | Varese | 1 – 1 | Pistoiese |  |